# Moto Gabor
Moto Gabor is een historisch Italiaans motorfietsmerk.
De producent was gevestigd in Dueville bij Vicenza. 
Men maakte vanaf 1977 uitsluitend enduromotoren. Het eerste model, een 75 cc versie, behaalde in 1977 een derde en een vierde plaats in het Italiaanse endurokampioenschap. 